# Pfarrkirche Elmen
Koordinaten: 47° 20′ 25,6″ N, 10° 32′ 30,9″ O

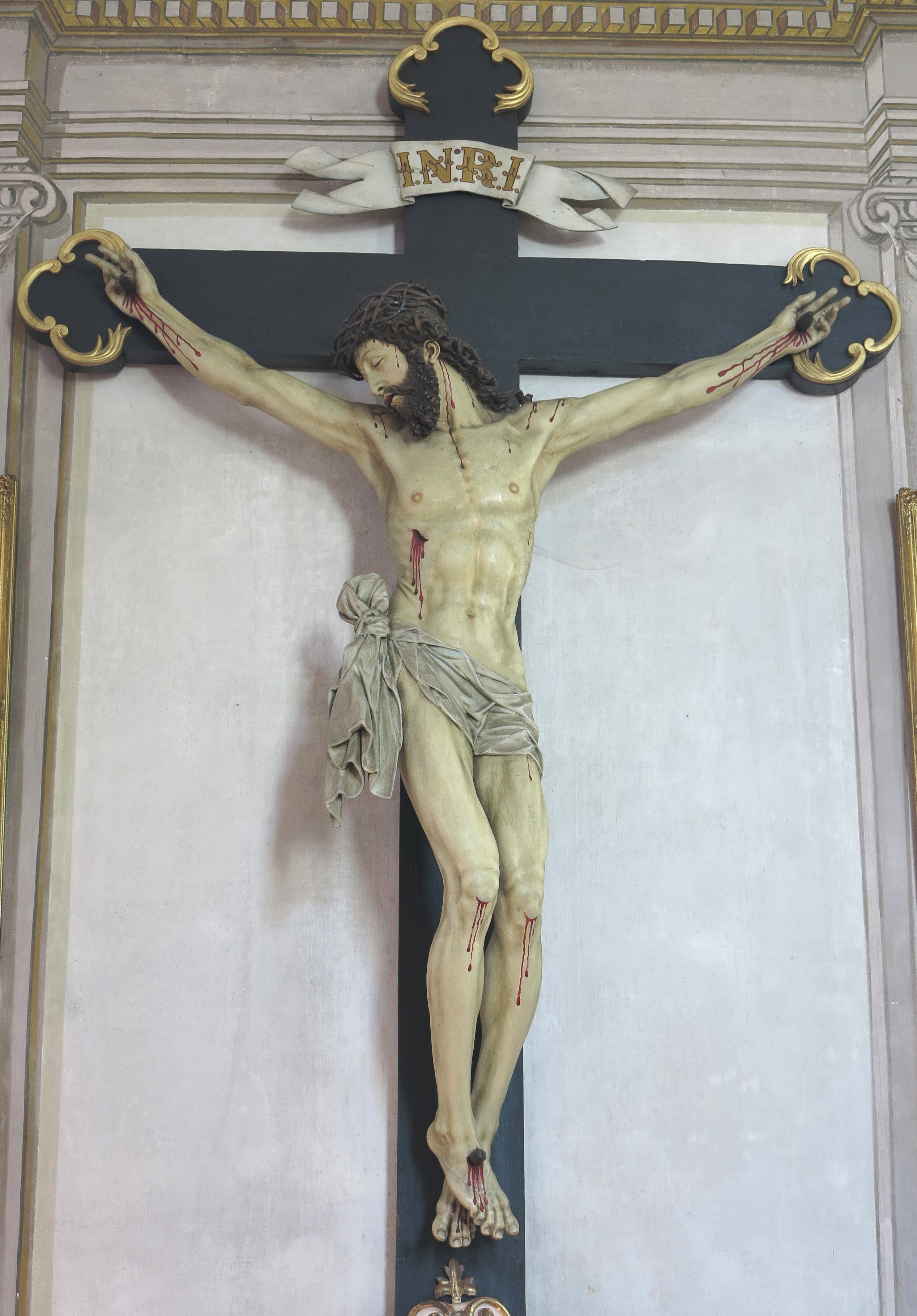
Laymann-Kruzifix von Bartholomäus Steinle (1614)

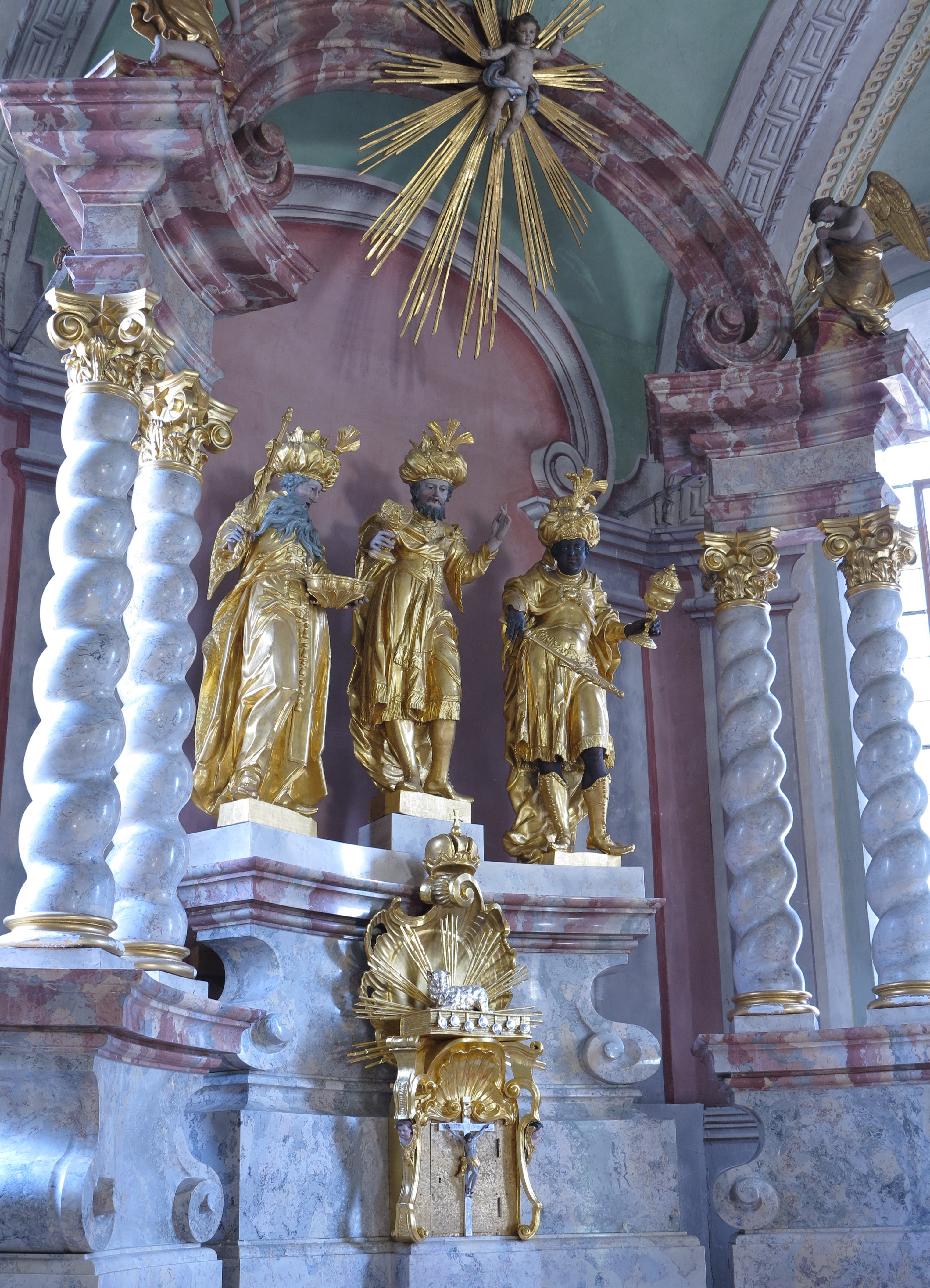
Hochaltar mit der Dreikönigsgruppe von Joseph Georg Witwer (um 1774)

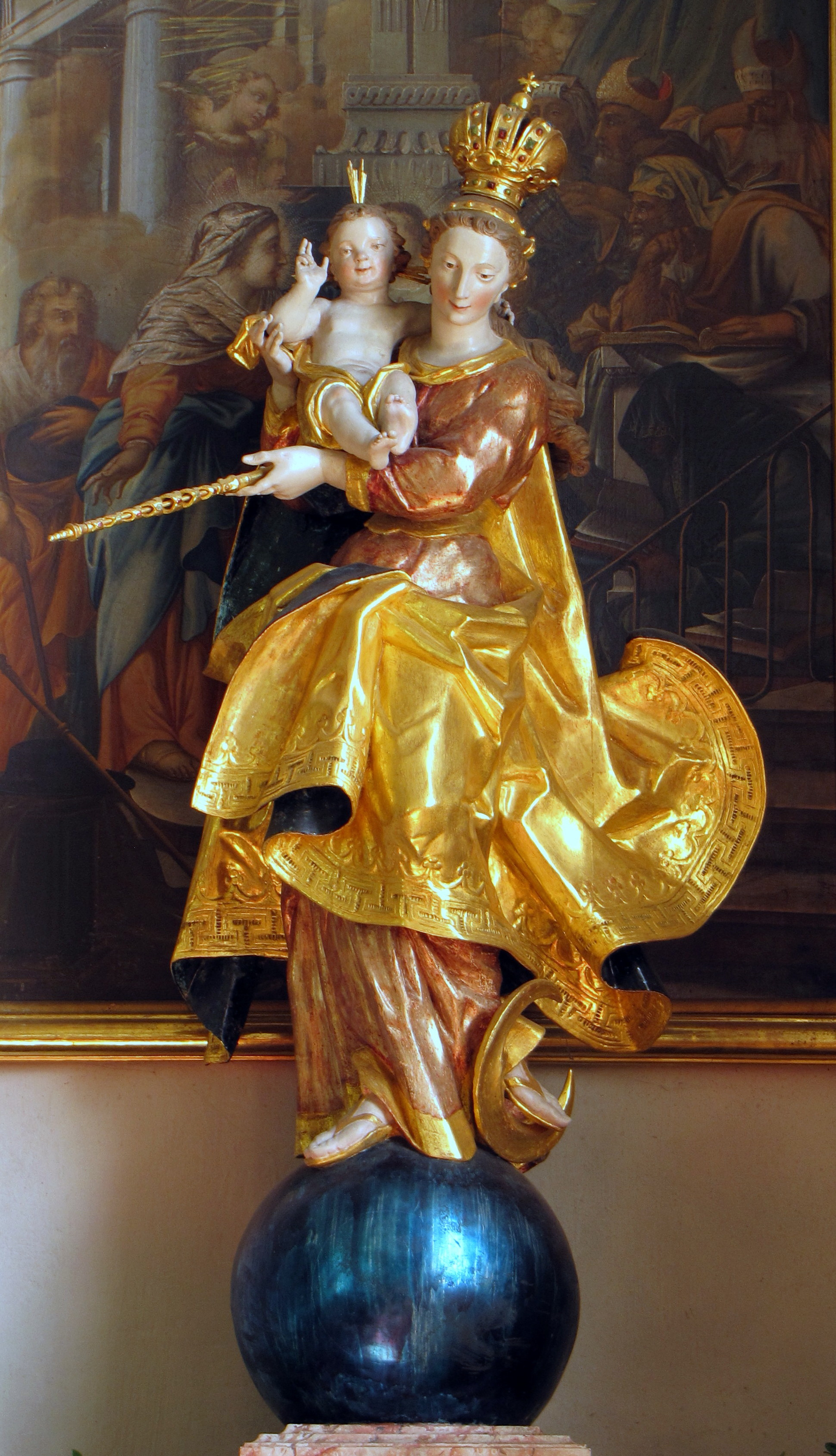
Marienfigur von Johann Richard Eberhard (1784)

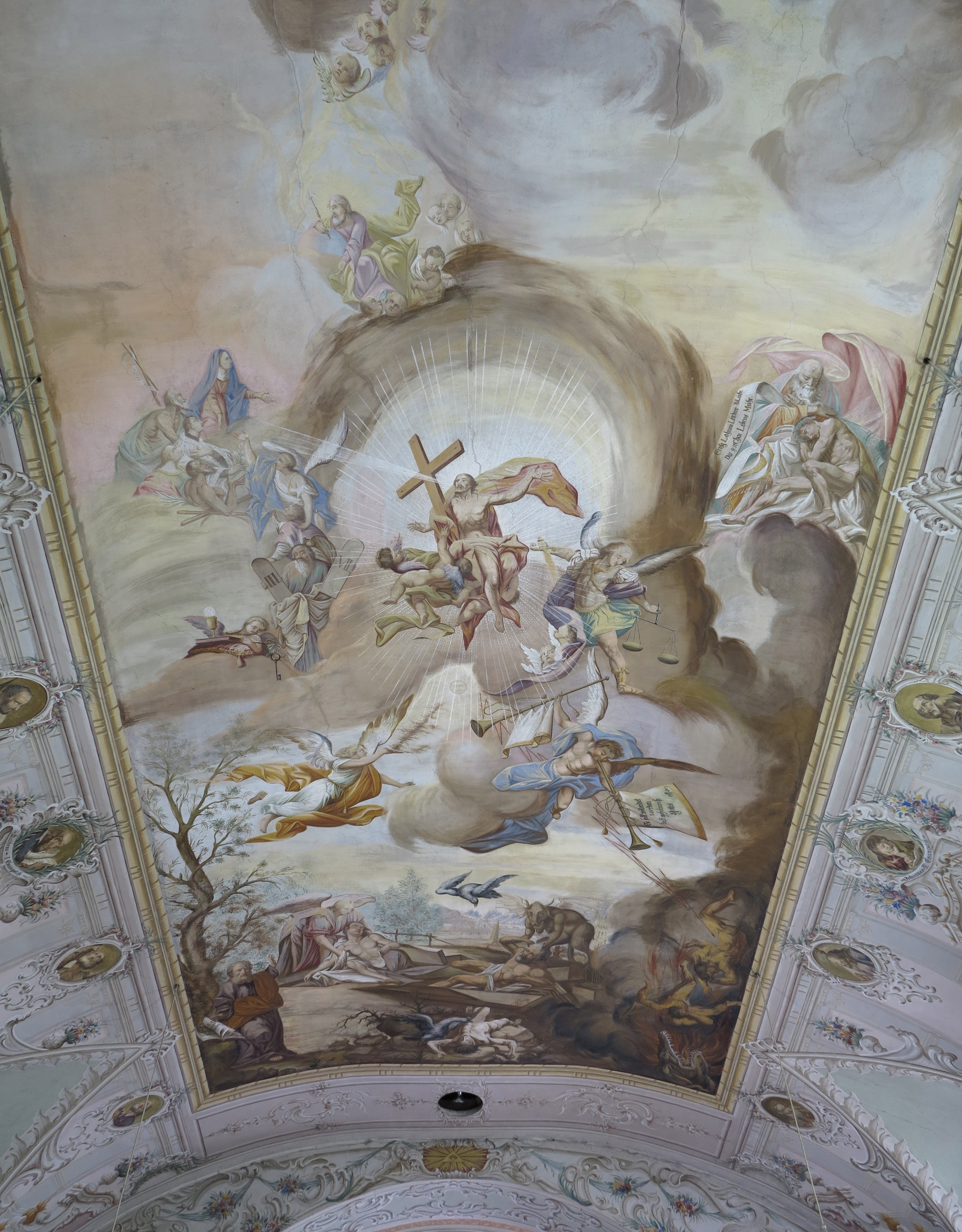
Deckenfresko im Langhaus von Joseph Anton Köpfle (1801)

Die Pfarrkirche Elmen steht in der österreichischen Gemeinde Elmen in Tirol. Die römisch-katholische Pfarrkirche Heilige Drei Könige gehört zum Dekanat Breitenwang in der Diözese Innsbruck. Die Kirche mit dem Friedhof, der Totenkapelle und dem Kriegerdenkmal steht wie auch die Filialkirche Martinau unter Denkmalschutz (Listeneintrag).

## Geschichte
Bereits am Anfang des 15. Jahrhunderts dürfte in Elmen eine Kirche bestanden haben, welche urkundlich erstmals 1438 erwähnt wird. 1444 scheint auf, dass sie den Heiligen Drei Königen und Unserer Lieben Frau geweiht war. Zur Unterteilung der Großpfarre Elbigenalp wurde 1515 die Kaplanei Elmen gegründet und dann ständig mit Kaplänen besetzt, die den Bewohnern der umliegenden Ortschaften Häselgehr-Gutschau, Stanzach, Vorder- und Hinterhornbach eine nahe liegende Betreuung ermöglichten.
1667 wurde durch den Widumbrand die angeblich noch gotische Kirche stark in Mitleidenschaft gezogen und erhielt nach den sofortigen Umbau- bzw. Erweiterungsmaßnahmen die heutige Gestalt.
1786 wurde die Kaplanei zur Kuratie erhoben und letztlich 1891 zur Pfarre.

## Architektur
Langhaus und Chor des barocken Baus fügen sich – ohne äußere plastische Gliederung – unter ein gemeinsames Satteldach. Nordseitig, am Übergang vom Langhaus zum Chor, steht der Glockenturm aus dem 15. Jahrhundert, auf den 1903 ein Giebelspitzhelm gesetzt wurde. An die Westfassade schließt sich, ebenfalls unter einem Satteldach, die kleine Portalvorhalle an. Darüber befinden sich zwei Rundfenster, über denen im Giebel ein weiteres Kreisfenster eingebaut ist. Der ummauerte Friedhof umgibt dreiseitig die Kirche, die sich zur Straße hin öffnet.
Dem Langhaus mit seinen vier Jochen unter einem Stichkappentonnengewölbe folgen ein eingezogener Chorbogen und der ebenfalls eingezogene einjochige Chor mit 3/8-Schluss.
Das hoch angelegte Bodenniveau des breiten Chorraumes ist – einzigartig in ganz Tirol – vom Langhaus aus über fünf Treppenstufen erreichbar.
Die tiefe Westempore erstreckt sich über zwei Joche.

## Ausstattung
Eines der bedeutendsten Kunstwerke im Außerfern birgt die Kirche mit dem lebensgroßen Gekreuzigten, den der Pfleger von Ehrenberg Burg Ehrenberg (Reutte) Burkhard Laymann von und zu Liebenau, Ehrenheim und Stainenberg bei Bartholomäus Steinle aus Weilheim 1614 in Auftrag gab. 
Um 1680 entstand in der Lechleitner-Werkstatt in Grins die Kanzel, welche aber erst ca. 60 Jahre später mit den 4 Evangelisten von Balthasar Jais vollendet wurde. 
Der ursprüngliche barocke Hochaltar (Hochaltar I) fiel 1813 dem klassizistischen Zeitgeschmack zum Opfer.
Überdauert haben die äußerst dekorativ gestalteten Skulpturen der Heiligen Drei Könige von Josef Georg Witwer aus der Zeit um 1774, die ohne Übertreibung den Rang einer überregionalen Sehenswürdigkeit einnehmen. Nicht wie üblich auf die Krippe bezogen, präsentieren sich diese freistehend auf dem 1964 von Wolfram Köberl im Barockstil rekonstruierten Hochaltar (Hochaltar IV), der als Plattform für die bedeutende Gruppe konzipiert ist. Kunstgeschichtlich einmalig ist die Darstellung ausschließlich als Kirchenpatrone, und zudem noch in „verkehrter“ Reihenfolge, die als „Allegorie der Besonnenheit“ zu verstehen ist. Diese besagt: Von der Vergangenheit (der Greis = Balthasar) ausgehend, handelt die Gegenwart (das mittlere Lebensalter = Melchior) mit Vorsicht, um die Aktion der Zukunft (die Jugend = Caspar) nicht zu stören.
Für einen der beiden ehemaligen Rokoko-Seitenaltäre, wovon einer noch bis 1903 in der Filialkirche St. Josef in Elmen-Martinau stand und dann verbrannt ist, fertigte der Bildhauer Johann Richard Eberhard aus Hindelang eine bedeutende, überaus elegant gestaltete Marienfigur (signiert und datiert 1784), die heute am rechten Seitenaltar aufgestellt ist. 
Um 1800 erhielt der Freskant Joseph Anton Köpfle aus Höfen von Kurat Nicolaus Uelses den Auftrag, die Raumschale der Kirche gänzlich auszumalen. Zusammen mit dem riesenhaft anmutenden Deckenfresko (datiert 1801), das die „Wiederkunft Christi am Jüngsten Tag“ darstellt, bildet diese umfangreiche Arbeit sein Hauptwerk.
Vom ehemaligen klassizistischen Hochaltar (Hochaltar II), den der Imster Bildhauer Franz Xaver Renn 1813 selbst aufgestellt hatte, blieben lediglich zwei adorierende Gebälksengel – ebenfalls am 1966 aufgestellten Hochaltar wieder verwendet – und die Statuen des Lukas und des Johannes Baptist erhalten. Letztere stehen heute auf Konsolen an den Chorwänden!
Für diesen Hochaltar malte 1814 der in Unterstockach geborene Karl Selb – war wie auch Köpfle ein Schüler von Johann Jakob Zeiller – das große Altarblatt mit der „Anbetung der Könige“, welches nun über dem Beichtstuhl im Langhaus hängt.
Neue Altäre im Stil des Historismus wurden schließlich 1876 angeschafft, wobei man am Hochaltar (Nr. III) die Renn-Figuren übernahm.
Weitere Altargemälde im Langhaus stammen wiederum von Köpfle (signiert und datiert 1803). 
Den Kreuzwegzyklus malte um 1750 Balthasar Riepp.
Die Orgel mit 14 Registern baute Anton Behmann in Schwarzach / Vorarlberg im Jahr 1909. In dem extra für dieses Werk verlängerten Kirchenraum wurde sie dann 1910 aufgestellt. Zwar besaß die ehemalige Barockorgel von Anwander aus Hindelang dieselbe Anzahl von Registern, aber sie war sehr kompakt gebaut. Dagegen bietet nun die freizügig angelegte Bauweise der Behmann-Orgel für jedes einzelne Register im Inneren des Gehäuses genügend Platz. So kann sich die Klangschönheit im Sinn der Romantik bestens entfalten. Dafür ist natürlich eine gute Intonation die Voraussetzung, auf die Behmann größten Wert gelegt hat.

## Glocken
Das Geläute der Pfarrkirche von Elmen besitzt vier Stahlglocken, die im Jahre 1922 von den Gußstahlwerken Böhler aus Kapfenberg gegossen wurden. Es ist ein mächtiges Geläute in einer interessanten Anlage. Die Ursache dafür ist die vertiefte Große Glocke mit ihrem beeindruckenden Klang.
Es ist das einzige, vollständige Stahlgeläute des Lechtales.
Die Stimmung der Glocken lautet:
- d1 (den Heiligen Drei Königen geweiht),
- f1 (der Hl. Maria geweiht),
- g1 (dem Hl. Johannes von Nepomuk geweiht) und
- a1 (der Hl. Notburga geweiht).

## Kriegerdenkmal
Die Pietà des Kriegerdenkmals an der Friedhofsmauer schuf 1925 der Bildhauer Johann Schnitzer senior aus Elmen.